# جاك تومسون (محامي)
جاك تومسون (بالإنجليزية: John Bruce "Jack" Thompson)‏ هو محامي أمريكي، ولد في 25 يوليو 1951 في كليفلاند في الولايات المتحدة.

## وصلات خارجية
- الموقع الرسمي
- جاك تومسون على موقع IMDb (الإنجليزية)
- جاك تومسون على موقع إن إن دي بي (الإنجليزية)